# Leporidae
I Leporidi (dal latino lepus, lepre) o conigli sono una famiglia di mammiferi Lagomorfi, comprendente circa 50 specie. Assieme ai pica, formano le uniche due famiglie di lagomorfi ancora viventi.
Alla famiglia appartengono le specie note col nome comune complessivo di lepri (genere Lepus) o conigli (tutti gli altri generi). Pur essendo i due animali piuttosto simili, le lepri hanno generalmente una forma più slanciata e zampe più lunghe dei conigli, i quali hanno costituzione tozza e zampe corte e forti.

## Distribuzione e habitat
I membri della famiglia vivono in tutti i continenti, ad eccezione di Antartide ed Australia: in quest'ultima, tuttavia, vennero introdotti circa un secolo fa, divenendo col tempo un flagello per le coltivazioni.
Sono animali assai adattabili e colonizzano praticamente qualsiasi tipo di habitat, dalla foresta pluviale al deserto, dalle paludi all'alta montagna. I conigli generalmente sono soliti scavarsi un qualche tipo di tana, mentre le lepri non scavano tane di sorta ed in caso di pericolo preferiscono darsi alla fuga piuttosto che rifugiarsi in una tana.

## Descrizione
Si tratta di animali di taglia medio-piccola (dai 25 cm del coniglio pigmeo, Brachylagus idahoensis, ai 70 cm della lepre comune, Lepus europaeus), adattatisi ad una vita fatta di movimenti scattanti e da un continuo stato di allerta: possiedono zampe posteriori assai più lunghe e forti di quelle anteriori, con lunghi piedi muniti di quattro dita (mentre le zampe anteriori contano cinque dita ciascuna). Per aumentare l'aderenza al terreno anche su superfici sconnesse o viscide (o per evitare una eccessiva dispersione di calore nelle specie diffuse nei climi freddi), le piante dei quattro piedi sono ricoperte di pelo e munite di forti unghie.
Tutte le specie sono dotate di grandi orecchie assai mobili e di forma ellittica, per captare anche i rumori più flebili, possibile indizio della presenza di un predatore: nelle specie diffuse in climi caldi o desertici, le orecchie sono anche abbastanza larghe e riccamente vascolarizzate, per una maggiore e più veloce dispersione del calore in eccesso.
Gli occhi sono anch'essi di buone dimensioni e posti lateralmente rispetto al cranio, per uno spettro visivo assai ampio attorno all'animale: essendo la maggior parte delle specie di abitudini crepuscolari o notturne, è presente un tapetum lucidum per una buona visione anche in caso di scarsa luminosità.

## Evoluzione
I primi resti fossili di leporidi sono databili al tardo Eocene, quando si ha buona probabilità che la famiglia fosse già diffusa in Asia e Nord America.

In base ai ritrovamenti fossili risalenti a varie epoche, si intuisce che l'adattamento al salto è stato un carattere acquisito nel tempo: ad esempio, il Palaeolagus dell'Oligocene, pur essendo assai simile agli odierni conigli, aveva le quattro zampe di eguale lunghezza, ad indicare una maggiore predisposizione alla corsa.

## Biologia
Tutti i leporidi hanno abitudini esclusivamente vegetariane, fatta eccezione per alcune specie del genere Lepus, osservate sporadicamente mentre si nutrivano di insetti: la loro dieta è basata soprattutto sulle piante erbacee, anche se non disdegnano di mangiare anche foglie, frutta e semi. Per far fronte alla loro dieta, questi animali possiedono due paia di incisivi assai forti ed a crescita continua, un paio centrale ed uno laterale, mentre sono del tutto sprovvisti di canini.
Per ricavare la massima quantità possibile di energia dal loro cibo, che notoriamente ne è povero (le fibre vegetali non sono digeribili dall'organismo e passano indenni attraverso il tubo digerente), questi animali hanno sviluppato una forma di digestione con un meccanismo simile a quello dei ruminanti: dopo aver ingerito il cibo, essi lo espellono sotto forma di feci verdastre (le cosiddette feci molli), che vengono reingerite e digerite nuovamente, rendendo possibile una scissione della cellulosa in zuccheri semplici, più facili da assimilare, ed eliminando gli scarti in forma di feci di colore scuro (feci dure).
La gestazione ha una durata media di quaranta giorni, ed è generalmente più lunga nelle lepri rispetto ai conigli: in compenso, i cuccioli di lepre nascono già ricoperti di pelo e con gli occhi aperti, mentre i piccoli di coniglio nascono nudi e ciechi e devono passare il primo periodo di vita al sicuro nella propria tana. Caratteristica dei leporidi è l'alta prolificità, che ha fatto sì che nei luoghi in cui queste specie sono state introdotte, nei quali mancavano i loro predatori naturali, questi animali si sono moltiplicati a dismisura, divenendo un serio problema.

## Tassonomia
La famiglia dei Leporidi comprende una sessantina di specie viventi, racchiuse in undici generi: la maggior parte di questi comprende un paio di specie viventi, mentre i due generi maggiori (Lepus e Sylvilagus) da soli contano i tre quarti delle specie totali ascritte alla famiglia.
Ordine Lagomorfi
- Famiglia Leporidae
  - Sottofamiglia Archaeolaginae †;
    - Genere Archaeolagus
    - Genere Panolax
    - Genere Pewelagus
    - Genere Hypolagus

  - Sottofamiglia Caprolaginae
    - Genere Bunolagus (1 specie) coniglio di fiume
    - Genere Caprolagus (1 specie) coniglio ispido
    - Genere Chadrolagus †;
    - Genere Megalagus †;
    - Genere Mytonolagus †;
    - Genere Palaeolagus †;
    - Genere Pentalagus (1 specie) coniglio di Amami
    - Genere Pliopentalagus †;
    - Genere Pliosiwalagus †;
    - Genere Pronolagus (3 specie) coniglio delle rocce
    - Genere Serengetilagus †;

  - Sottofamiglia Leporinae
    - Tribù Leporini
      - Genere Aztlanolagus †;
      - Genere Lepus (32 specie) lepre
      - Genere Nekrolagus †;
      - Genere Nesolagus (2 specie) coniglio striato
      - Genere Oryctolagus (1 specie) coniglio selvatico
      - Genere Poelagus (1 specie) coniglio centrafricano
      - Genere Sylvilagus (16 specie) conigli dalla coda di cotone

    - Tribù Notolagini†;
      - Genere Pronotolagus †;
      - Genere Paranotolagus †;
      - Genere Notolagus †;

    - Tribù Romerolagini
      - Genere Alilepus †;
      - Genere Aluralagus †;
      - Genere Brachylagus (1 specie) coniglio pigmeo
      - Genere Pratilepus †;
      - Genere Romerolagus (1 specie) coniglio dei vulcani

    - Tribù Trischizolagini †;
      - Genere Trischizolagus †;

  - Sottofamiglia Mytonilaginae
    - Genere Agispelagus †;
    - Genere Annalagus †;
    - Genere Gobiolagus †;
    - Genere Gripholagomys †;
    - Henere Hypsimylus †;
    - Genere Lepoides †;
    - Genere Litolagus †;
    - Genere Lushilagus †;
    - Genere Ordolagus †;
    - Genere Procaprolagus †;
    - Genere Romanolagus †;
    - Genere Shamolagus †;
    - Genere Strenulagus †;
    - Genere Trituberolagus †;
    - Genere Tsaganolagus †;
    - Genere Valerilagus †;
    - Genere Veterilepus †;
    - Genere Zaissanolagus †;

### Alcune specie

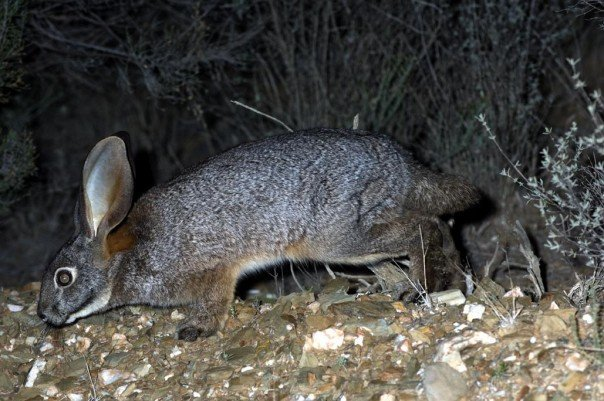
Coniglio di fiume Bunolagus monticularis
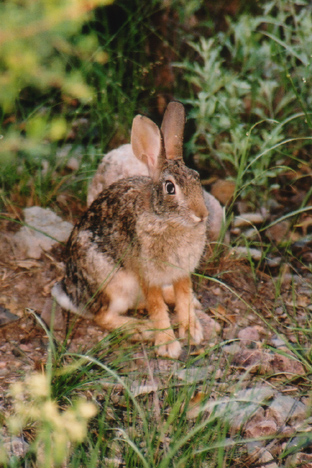
Lepre californiana Lepus californicus
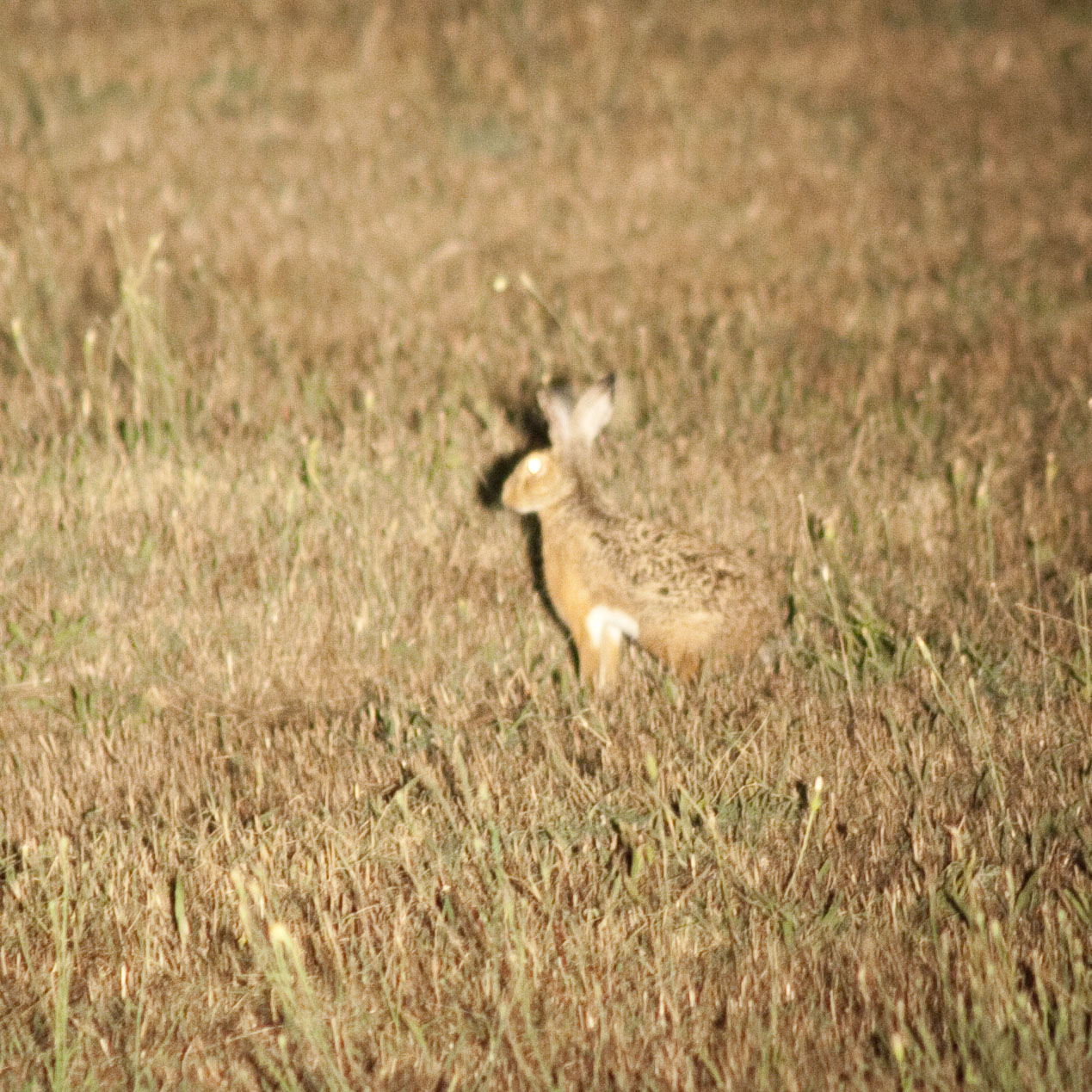
Lepre appenninica Lepus corsicanus Diffusa in Italia
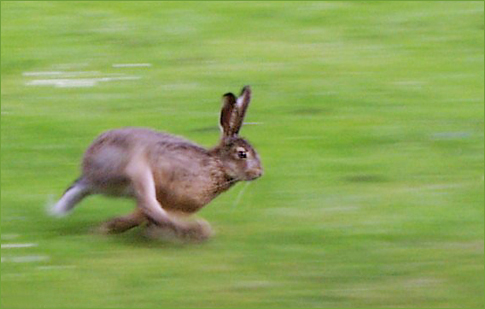
Lepre europea Lepus europaeus Diffusa in Italia
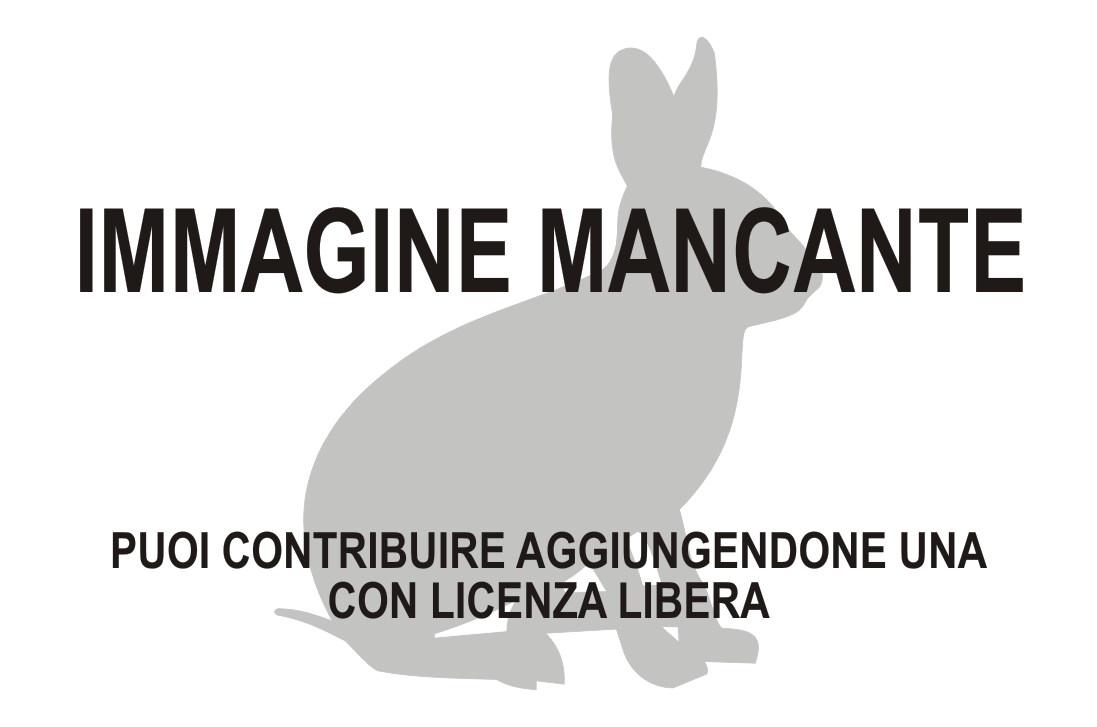
Lepre sarda Lepus capensis mediterraneus Diffusa in Italia
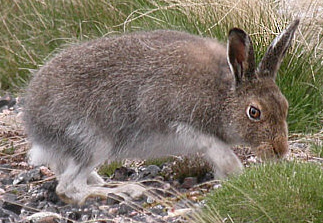
Lepre variabile Lepus timidus Diffusa in Italia
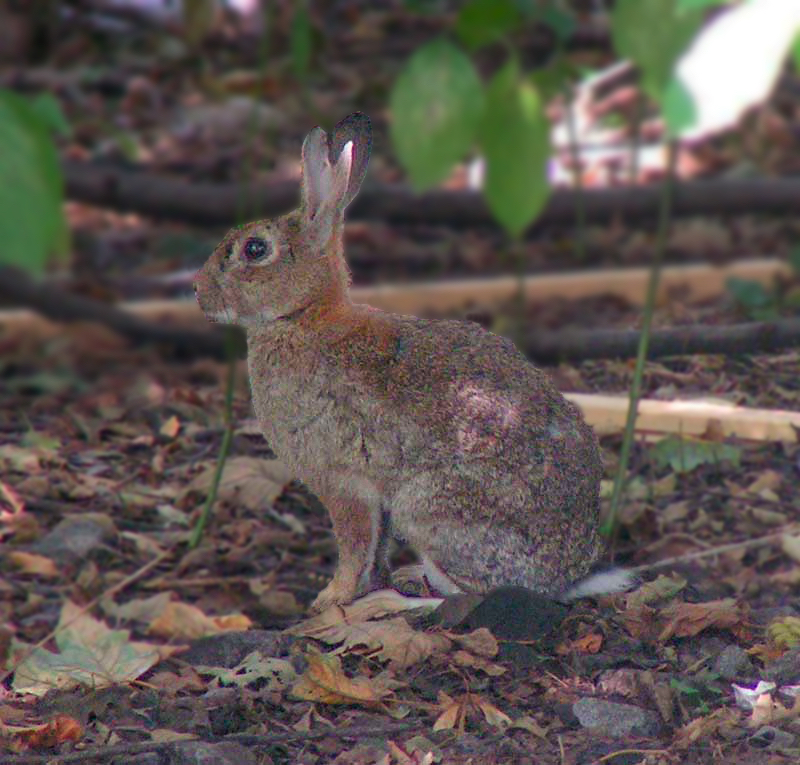
Coniglio selvatico Oryctolagus cuniculus Diffusa in Italia
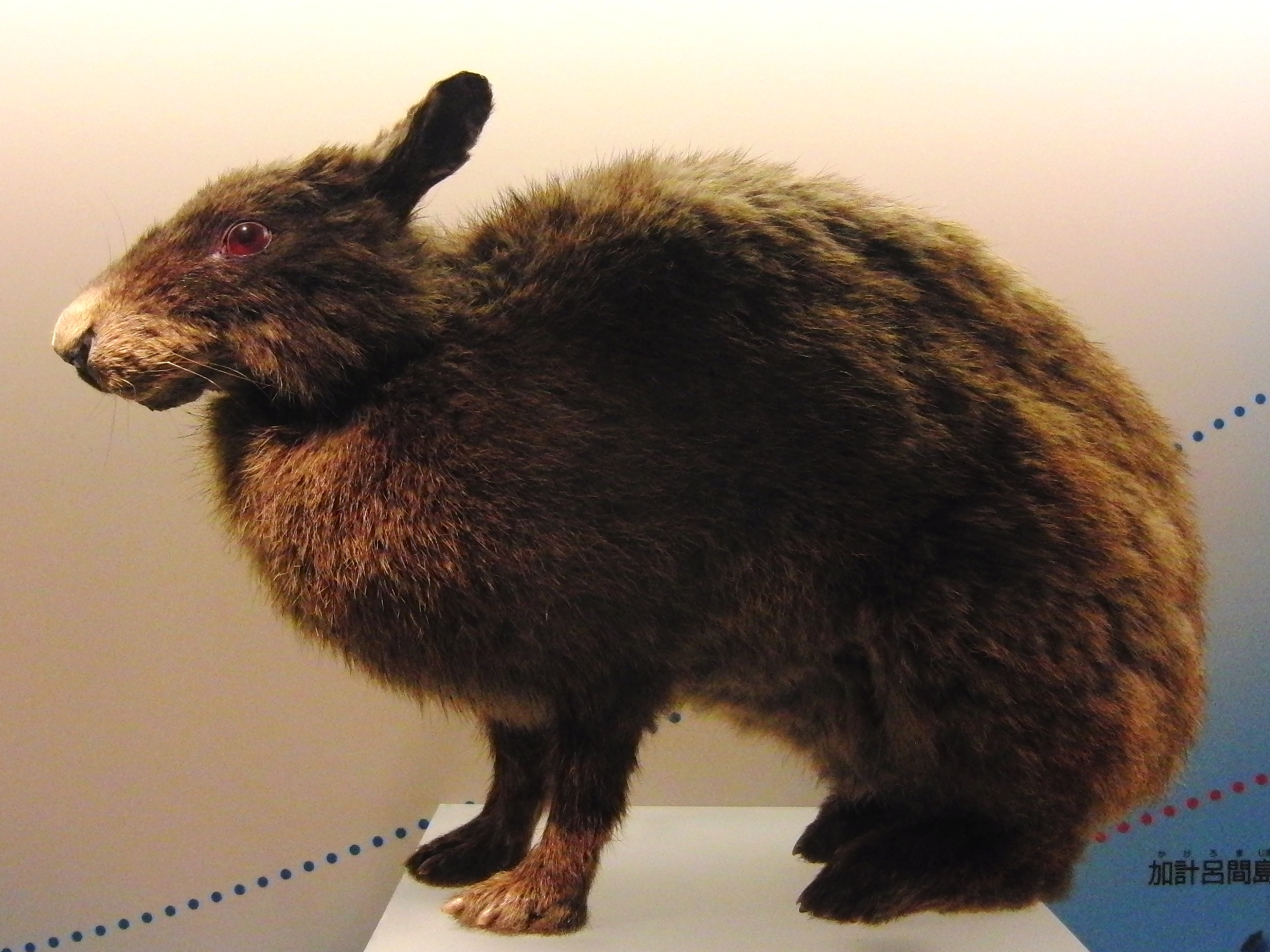
Coniglio Amami Pentalagus furnessi
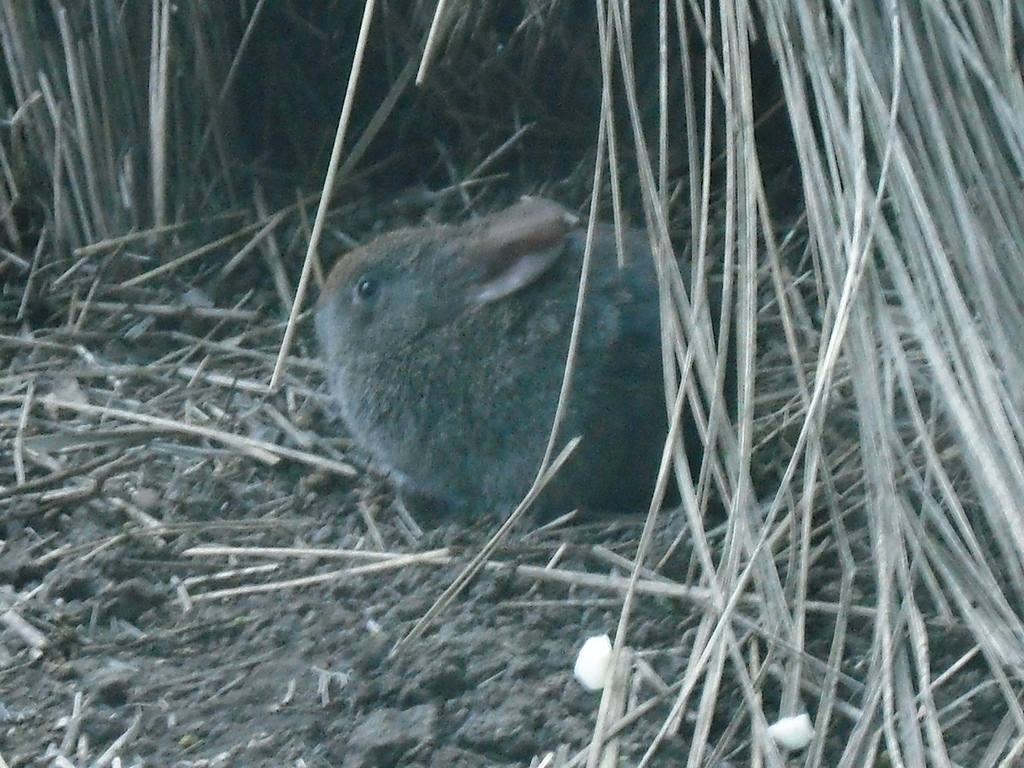
Coniglio dei vulcani Romerolagus diazi
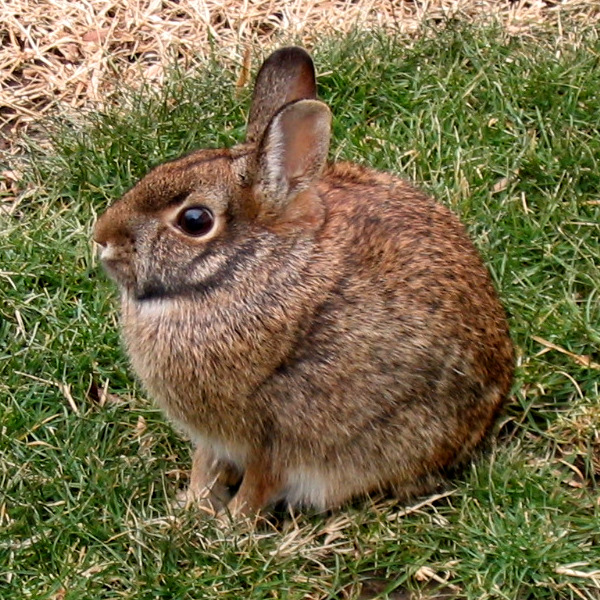
Silvilago (Minilepre) Sylvilagus floridanus Diffusa in Italia
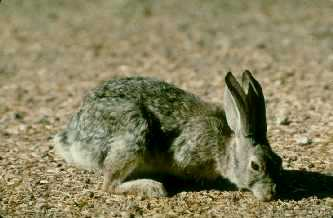
Coniglio del deserto Sylvilagus audubonii